# Ла Хосефина (Апан)
Ла Хосефина (шп. La Josefina) насеље је у Мексику у савезној држави Идалго у општини Апан. Насеље се налази на надморској висини од 2470 м.

## Становништво
Према подацима из 2010. године у насељу су живела 4 становника.

### Хронологија
| Година       | 2000        | 2005 | 2010 |
| ------------ | ----------- | ---- | ---- |
| Становништво | 21 (9 / 12) | 3    | 4    |

### Попис
| # | Индикатор                     | Вредност |
| - | ----------------------------- | -------- |
| 1 | Укупно домаћинстава           | 3        |
| 2 | Укупно насељених домаћинстава | 1        |
| 3 | Величина локације             | 1        |